# Lucio Catilio Severo
Lucio Catilio Severo Juliano Claudio Regino  fue un senador romano que vivió finales del siglo I y comienzos del siglo II, y desarrolló su carrera política bajo los imperios de Domiciano, Nerva, Trajano, Adriano y Antonino Pío.

## Orígenes y fuentes para sucursus honorum
Hijo de Cneo Catilio ¿Severo?, originario de la provincia de Bitinia-Ponto, conocemos su carrera completa a través de varias citas de fuentes clásicas y de dos inscripciones que nos ofrecen su cursus honorum:

- A:

[L(ucio)] Catilio Cn(aei) f(ilio) [Cla(udia)]

[Sever]o Iuliano Cl(audio) R[egi]no 

co(n)s(uli) II proco(n)s(uli) provinc(iae) Afr[ic]ae 4

leg(ato) Aug(usti) pr(o) p[r(aetore) provi]nciae Syriae et pro

vinciae Cappad[ociae] et Armeniae maior(is) 

et minor(is) VIIvir(o) epu[lon(um) d]onis militaribus 

donato a divo Tra[iano] corona mur[ali] 8

vallari navali h[astis puris IIII vexilli]s IIII pr(aefecto) urb(i) 

praef(ecto) aerarii Sat[urni praef(ecto) aerar(ii) m]ilitar(is) leg(ato) 

[leg(ionis) XXII Pri]m(igenae) P(iae) F(idelis) cu[r(atori) viar(um) ---]iae praef(ecto) 

[frumenti] dandi e[x s(enatus) c(onsulto) seviro eq(uitum) Rom(anorum) turm]ae II 12 

[praet(ori) trib(uno) pl(ebis) qua]est[ori patris in proco(n)s(ulatu)] Asiae

- B:

L(ucio) Cat[i]lio C[n(aei) f(ilio) Cla]u(dia) Sev[e]ro I[u]lia[no] 

Claudio [R]eg[i]no co(n)[s(uli) II pr]o[c]o(n)s(uli) provin[c(iae)] 

Africae VIIvir(o) [epu]l(onum) [f]et[ia]l[i l]eg(ato) Aug(usti) [pro] 

[praet(ore)] pro[v(inciae) Syriae l]eg(ato) Aug(usti) pr[o] pr(aetore) Arm[eniarum] 4

[m]aiori[s e]t m[inoris] et Ca[p]padoci[ae] 

[p]raef[ecto] aer[a]r(ii) m[ilitar(is)] leg(ato) leg(ionis) XX[II] Primi[g(eniae) P(iae) F(idelis)] 

[c]urato[ri viae ---- le]g(ato) pro pr(aetore) [p]rovinc[iae] 

Asiae [VIvir(o) e]q(uitum) R(omanorum) pr(aetori) u[rb(ano) q]uaest(ori) [prov(inciae) As]iae d(ecreto) d(ecurionum) [p(ecunia) p(ublica)] 8

## Carrera hasta su primer consulado
El inicio de su carrera en el vigintivirato y como tribuno laticlavio de una legión nos son desconocidos y el cardo de seviro de una turma de caballeros romanos, que solía ejercerse antes de empezar el cursus honorum, lo desempeñó muy tarde, según las inscripciones señaladas, después de la pretura. Así, su primer cargo conocido fue el de cuestor en la importante provincia senatorial de Asia, al parecer cuando su padre fue procónsul en ella, a finales del imperio de Domiciano, para pasar a ser tribuno de la plebe en Roma hacia 97, bajo Nerva, y pretor urbano hacia 100. En ese momento fue cuando fue seviro de los caballeros romanos y, sucesivamente, curator de una de las vías que comunicaban la Urbe con Italia, legado del procónsul de Asia y praefectus frumenti dandi, encargado por decisión del Senado del reparto de cereales a los ciudadanos romanos de la Urbe, todos estos cargos entre 101 y 103.
En 104 fue nombrado legado de la Legio XXII Primigenia en su base de Mogontiacum (actual Maguncia, Alemania), para volver a Roma como encargado del aerarium militaris, la caja que se encargaba de pagar la indemnización de servicio a los veteranos del ejército romano entre 105 y 107, durante la segunda guerra dacia de Trajano, para hacerse cargo inmediatamente, entre 108 y 109, del aerarium Saturni o Tesoro del estado romano. Como premió a estos valiosos servicios, Trajano lo designó consul suffectus entre julio y septiembre de 110, bajo Trajano.
En este periodo, gozó de la amistad de Plinio, quien le escribió dos cartas.

## Carrera desde su primer consulado hasta la muerte de Trajano
Después de su primer consulado ingreso en el colegio de feciales, encargados de realizar los ritos de declaración de guerra, lo que puede relacionarse con su carrera posterior, en el colegio de los VII viri epulones, encargados de controlar los sacrificios públicos a los dioses romanos. Trajano decidió en 114 que era el hombre adecuado para gobernar la provincia de Capadocia, en la que estaban de guarnición dos legiones, la Legio XII Fulminata y la Legio XVI Flavia Firma y numerosas unidades auxiliares, a las que se añadieron vexillationes del resto del Imperio, y que sirvió de base para la conquista del reino de Armenia, en la que Catilio se destacó como brillante militar, recibiendo diferentes dona militaria, incluyendo las muy valoradas coronas vallaris, por encabezar el asalto a un campamento enemigo, muralis, por ser el primero en traspasar los muros de una ciudad asediada, y navalis, por vencer a una flota enemiga, junto con cuatro lanzas de oro y cuatro vexilla, y siendo convertido en el gobernador de la nueva provincia de Capadocia y Armenia mayor y menor hasta 117, año del fallecimiento de Trajano.

## Carrera y relaciones familiares bajo Adriano
Cuando Adriano sucedió en el trono a Trajano y abandonó sus conquistas en Armenia y el Imperio parto, decidió en agosto de 117 que la persona adecuada para controlar la provincia de Siria y sucederle a él mismo en su gobierno, territorio con una importante guarnición de tres legiones y lugar de paso para el repliegue de numerosas unidades procedentes de los territorios abandonados en Mesopotamia, era Catilio Severo, puesto que ocupó hasta 119.
Como premió, a su vuelta a Roma, Adriano le honró con un segundo consulado, esta vez ordinario, que compartió con el futuro emperador Antonino Pío. En 123-124 fue nombrado procónsul de la provincia senatorial de África Proconsular.
En algún momento a partir de 121, contrajo matrimonio con Curtilia Mancia, viuda de Gneo Domicio Lucano, lo que le convirtió en bisabuelo adoptivo del futuro emperador Marco Aurelio, quien empezó su vida con el nombre de su bisabuelo Catilio, debido a su prestigiosa carrera. Junto con su abuelo paterno, Marco Annio Vero, Catilio Severo se ocupó de que el futuro emperador recibiese una esmerada educación, buscando para ello los mejores profesores para que le enseñasen en casa sin asistir a escuelas públicas, lo que el propio marco Aurelio le agradece en sus meditaciones.
A finales del imperio de Adriano, fue designado prefecto de la Ciudad, cargo de gran prestigio e importancia, ya que suplía al emperador cuando estaba ausente de la Urbe, lo que había sido una situación frecuente bajo Trajano y Adriano. Cuando se produjo la adopción del futuro Antonino Pío por Adriano en 138, quien debía adoptar como hijos a los futuros coemperadores Lucio Vero y Marco Aurelio, biznieto y protegido de Catilio Severo, éste mostró su oposición, ya que se veía él mismo como emperador de transición a la espera de que Marco Aurelio alcanzase la edad y experiencia requeridas para este importante puesto,, por lo que fue fulminantemente cesado por Adriano y su carrera terminó abruptamente, y si no fue ejecutado, como 
Lucio Julio Urso Serviano, Gneo Pedanio Fusco Salinator o Gayo Ummidio Cuadrato Sertorio Severo, tío de Marco Aurelio, se debió a su avanzada edad y, tal vez, a la intercesión del propio Marco. Se desconoce cuándo falleció, pero debió ser poco después.